# Omolara Ogunmakinju
Omolara Ogunmakinju, née Omotoso le 25 mai 1993 à Akure au Nigeria, est une athlète nigériane, spécialiste du 400 mètres.

## Biographie
En 2014, elle remporte la médaille de bronze du relais 4 × 400 mètres lors des premiers relais mondiaux de l'IAAF, à Nassau aux Bahamas, en compagnie de Folasade Abugan, Regina George et Patience Okon George.
Elle épouse en 2015 l'athlète Adeleye Ogunmakinju. Elle met une pause à sa carrière après les Jeux olympiques d'été de 2016, et met au monde deux enfants en 2018 et en 2020. Elle reprend l'entraînement en 2021 et réintègre l'équipe nationale d'athlétisme en 2023.

## Palmarès
| Date | Compétition                    | Lieu       | Résultat | Épreuve       | Temps                      |
| ---- | ------------------------------ | ---------- | -------- | ------------- | -------------------------- |
| 2011 | Championnats du monde          | Daegu      | 6e       | 4 × 400 m     | 3 min 29 s 82              |
| 2011 | Jeux africains                 | Maputo     | 1re      | 4 × 400 m     | 3 min 31 s 21              |
| 2011 | Jeux africains                 | Maputo     | 8e       | 400 m         | 53 s 19                    |
| 2012 | Championnats d'Afrique         | Porto-Novo | 1re      | 4 × 400 m     | 3 min 28 s 77              |
| 2013 | Championnats du monde          | Moscou     | 5e       | 4 × 400 m     | 3 min 27 s 57              |
| 2014 | Championnats du monde en salle | Sopot      | 5e       | 4 × 400 m     | 3 min 31 s 59              |
| 2014 | Relais mondiaux de l'IAAF      | Nassau     | 3e       | 4 × 400 m     | 3 min 23 s 41              |
| 2014 | Jeux du Commonwealth de 2014   | Glasgow    | 2e       | 4 × 400 m     | Ne participe qu'aux séries |
| 2016 | Championnats d'Afrique         | Durban     | 2e       | 4 × 400 m     | 3 min 29 s 94              |
| 2024 | Jeux africains                 | Accra      | 1re      | 4 x 400 m     | 3 min 27 s 29              |
| 2024 | Jeux africains                 | Accra      | 1re      | 4 x 400 mixte | 3 min 13 s 26              |
| 2024 | Championnats d'Afrique         | Douala     | 1re      | 4 × 400 m     | 3 min 27 s 31              |

## Records
| Épreuve | Performance | Lieu    | Date         |
| ------- | ----------- | ------- | ------------ |
| 400 m   | 51 s 28     | Calabar | 21 juin 2012 |